# EBird
eBird es un sitio web y una base de datos biológica de observaciones sobre aves que proporcionan a científicos, investigadores y naturalistas aficionados datos en tiempo real sobre la distribución y abundancia de aves. Originalmente restringido a los avistamientos del Hemisferio Occidental, se amplió para abarcar a todo el mundo en junio de 2010.  eBird ha sido descrito como un ejemplo ambicioso de aficionados a la Ornitología para reunir datos sobre la biodiversidad para su uso en la ciencia. 
eBird ha sido aclamado como un ejemplo de la democratización de la ciencia, tratando a los ciudadanos como los científicos en lugar de utilizarlos para hacer ciencia, en la que el público pueda tener acceso y utilizar sus propios datos y los datos generados por otros colectivos.